# سلطعون بري
سلطعون بري (الاسم العلمي: Gecarcoidea)، جنس من السلطعونات الأرضية. تعيش في الغابات وتذهب إلى السواحل لتضع بيوضها. عندما يأتي الجفاف في الصيف، تكون السلطعونات غير نشطة، ولكن عندما ياتي موسم الأمطار تكون مُتأهبة للهجرة.
هناك نوعان معروفان في الوقت الحالي في جنس السلطعون البري::